# Långsjön (Österfärnebo socken, Gästrikland)
Långsjön är en sjö i Sandvikens kommun i Gästrikland och ingår i Dalälvens huvudavrinningsområde. Sjön är 1,3 meter djup, har en yta på 0,328 kvadratkilometer och befinner sig 70,4 meter över havet. Sjön avvattnas av vattendraget Norrån.

## Delavrinningsområde
Långsjön ingår i det delavrinningsområde (669641-154707) som SMHI kallar för Ovan Matrammsbäcken. Medelhöjden är 87 meter över havet och ytan är 27,97 kvadratkilometer. Det finns inga avrinningsområden uppströms utan avrinningsområdet är högsta punkten. Norrån som avvattnar avrinningsområdet har biflödesordning 3, vilket innebär att vattnet flödar genom totalt 3 vattendrag innan det når havet efter 103 kilometer. Avrinningsområdet består mestadels av skog (69 procent). Avrinningsområdet har 0,41 kvadratkilometer vattenytor vilket ger det en sjöprocent på 1,5 procent.